# Convocazioni per l'European Futsal Tournament 1996
Quello che segue è l'elenco di giocatori che hanno partecipato all'European Futsal Tournament 1996. Ogni nazione doveva presentare una squadra composta da 12 giocatori. Nella lista della squadra devono essere inclusi almeno due portieri.

## Girone A

### Belgio
Allenatore:  Damien Knabben
| N. | Pos. | Giocatore         | Data nascita (età)          | Pres. | Reti | Squadra           |
| -- | ---- | ----------------- | --------------------------- | ----- | ---- | ----------------- |
| 1  | P    | Philippe Marché   | 22 giugno 1962 (33 anni)    | -     | 0    | sconosciuta       |
| 2  | PV   | Youssef El-Guir   | 11 luglio 1970 (25 anni)    | -     | -    | Mannschaft Bilzen |
| 3  | PV   | Stefan Goossens   | 2 ottobre 1968 (27 anni)    | -     | -    | sconosciuta       |
| 4  | D    | Marcel Claesen    | 23 aprile 1965 (30 anni)    | -     | -    | Ford Genk         |
| 5  | PV   | Jesse Verstraeten |                             | -     | -    | sconosciuta       |
| 6  | D    | Benjamin Meurs    | 26 giugno 1963 (32 anni)    | -     | -    | sconosciuta       |
| 7  | D    | Ivan Hechtermans  | 28 dicembre 1967 (28 anni)  | -     | -    | Ford Genk         |
| 8  | L    | Bart Michiels     | 21 maggio 1969 (26 anni)    | -     | -    | Ter Linde         |
| 9  | L    | Pasquale Cocco    | 17 settembre 1967 (28 anni) | -     | -    | Ford Genk         |
| 10 | L    | Tim Vergauwen     | 25 aprile 1974 (21 anni)    | -     | -    | Berchem           |
| 11 | D    | Herman Beyers     | 20 febbraio 1963 (32 anni)  | -     | -    | Bunga Melati      |
| 12 | P    | Geert Buvé        | 19 gennaio 1968 (27 anni)   | -     | 0    | sconosciuta       |

### Paesi Bassi
Allenatore:  Ron Groenewoud
| N. | Pos. | Giocatore          | Data nascita (età)         | Pres. | Reti | Squadra      |
| -- | ---- | ------------------ | -------------------------- | ----- | ---- | ------------ |
| 1  | P    | Michel Wentzel     | 28 giugno 1966 (29 anni)   | -     | 0    | sconosciuta  |
| 2  | D    | Moestafa Talha     | 1º dicembre 1970 (25 anni) | -     | -    | Hilversum    |
| 3  | D    | Hendrikus Lettinck | 5 gennaio 1967 (29 anni)   | -     | -    | sconosciuta  |
| 4  | D    | Hendrik Leatemia   | 13 luglio 1966 (29 anni)   | -     | -    | Schoenenreus |
| 5  | L    | Johannes Ludwig    | 9 maggio 1962 (33 anni)    | -     | -    | sconosciuta  |
| 6  | L    | Anouk Roest        | 10 luglio 1969 (26 anni)   | -     | -    | sconosciuta  |
| 7  | PV   | Eric Merk          | 9 marzo 1964 (31 anni)     | -     | -    | sconosciuta  |
| 8  | L    | Hjalmar Hoekema    | 16 novembre 1965 (30 anni) | -     | -    | sconosciuta  |
| 9  | L    | Edwin Grünholz     | 15 agosto 1969 (26 anni)   | -     | -    | Hindstore    |
| 10 | PV   | Johannes de Bever  | 7 aprile 1965 (30 anni)    | -     | -    | Bunga Melati |
| 11 | L    | Johnny Keur        | 16 febbraio 1967 (28 anni) | -     | -    | sconosciuta  |
| 12 | P    | Lambert Kok        | 24 ottobre 1960 (35 anni)  | -     | -    | sconosciuta  |

### Spagna
Allenatore:  Javier Lozano
| N. | Pos. | Giocatore       | Data nascita (età)         | Pres. | Reti | Squadra             |
| -- | ---- | --------------- | -------------------------- | ----- | ---- | ------------------- |
| 1  | P    | Jesús Clavería  | 4 gennaio 1968 (28 anni)   | -     | 0    | Interviú            |
| 2  | D    | Julio García    | 27 maggio 1972 (23 anni)   | -     | -    | Interviú            |
| 3  | L    | Javier Limones  | 23 aprile 1975 (20 anni)   | -     | -    | Interviú            |
| 4  | L    | Fran Torres     | 12 agosto 1969 (26 anni)   | -     | -    | Playas de Castellón |
| 5  | D    | Vicentín        | 25 giugno 1969 (26 anni)   | -     | -    | Playas de Castellón |
| 6  | L    | Santa           | 3 marzo 1969 (26 anni)     | -     | -    | sconosciuta         |
| 7  | L    | Pato            | 6 marzo 1967 (28 anni)     | -     | -    | ElPozo Murcia       |
| 8  | D    | Javier Lorente  | 21 aprile 1970 (25 anni)   | -     | -    | CLM Talavera        |
| 9  | PV   | Javier Sánchez  | 25 gennaio 1971 (24 anni)  | -     | -    | Playas de Castellón |
| 10 | PV   | Paulo Roberto   | 12 agosto 1967 (28 anni)   | -     | -    | ElPozo Murcia       |
| 11 | D    | Antonio Adeva   | 12 febbraio 1972 (23 anni) | -     | -    | Segovia             |
| 12 | P    | Juanjo Barragán | 24 agosto 1972 (23 anni)   | -     | -    | sconosciuta         |

## Girone B

### Italia
Allenatore:  Carlo Facchin
| N. | Pos. | Giocatore          | Data nascita (età)          | Pres. | Reti | Squadra     |
| -- | ---- | ------------------ | --------------------------- | ----- | ---- | ----------- |
| 1  | P    | Francesco Fradella | 24 luglio 1967 (28 anni)    | -     | 0    | Milano      |
| 2  | L    | Davide Mura        | 6 agosto 1967 (28 anni)     | -     | -    | sconosciuta |
| 3  | D    | Salvatore Zaffiro  | 22 settembre 1969 (26 anni) | -     | -    | sconosciuta |
| 4  | D    | Ivano Roma         | 25 marzo 1966 (29 anni)     | -     | -    | Torrino     |
| 5  | D    | Gianni Faiola      | 10 marzo 1965 (30 anni)     | -     | -    | sconosciuta |
| 6  | L    | Andrea Famà        | 20 ottobre 1964 (31 anni)   | -     | -    | BNL Roma    |
| 7  | U    | Massimo Quattrini  | 26 settembre 1968 (27 anni) | -     | -    | Torino      |
| 8  | L    | Alfredo Esposito   | 16 ottobre 1968 (27 anni)   | -     | -    | Milano      |
| 9  | L    | Massimo Riscino    | 24 settembre 1969 (26 anni) | -     | -    | BNL Roma    |
| 10 | PV   | Gabriele Caleca    | 28 gennaio 1970 (25 anni)   | -     | -    | BNL Roma    |
| 11 | L    | Andrea Bearzi      | 28 ottobre 1975 (20 anni)   | -     | -    | Palmanova   |
| 12 | P    | Massimo Rinaldi    | 18 ottobre 1967 (28 anni)   | -     | 0    | BNL Roma    |

### Russia
Allenatore:  Semen Andreev
| N. | Pos. | Giocatore            | Data nascita (età)          | Pres. | Reti | Squadra      |
| -- | ---- | -------------------- | --------------------------- | ----- | ---- | ------------ |
| 1  | P    | Oleg Denisov         | 9 febbraio 1967 (28 anni)   | -     | -    | Dina Mosca   |
| 2  | PV   | Konstantin Erëmenko  | 5 agosto 1970 (25 anni)     | -     | -    | Dina Mosca   |
| 3  | D    | Valeri Lennikov      | 8 marzo 1964 (31 anni)      | -     | -    | sconosciuta  |
| 4  | D    | Aleksandr Verižnikov | 16 luglio 1968 (27 anni)    | -     | -    | Dina Mosca   |
| 5  | L    | Temur Alekberov      | 22 settembre 1969 (26 anni) | -     | -    | Dina Mosca   |
| 6  | D    | Nail' Zakerov        | 28 ottobre 1959 (36 anni)   | -     | -    | Dina Mosca   |
| 7  | L    | Vadim Jašin          | 27 settembre 1971 (24 anni) | -     | -    | Čeljabinsk   |
| 8  | D    | Dmitrij Gorin        | 9 maggio 1972 (23 anni)     | -     | -    | Dina Mosca   |
| 9  | L    | Aleksej Kiselëv      | 1º ottobre 1969 (26 anni)   | -     | -    | KSM-24 Mosca |
| 10 | PV   | Arkadij Belyj        | 31 maggio 1973 (22 anni)    | -     | -    | Dina Mosca   |
| 11 | L    | Dmitri Eremine       | 17 aprile 1973 (22 anni)    | -     | -    | sconosciuta  |
| 12 | P    | Il'ja Samochin       | 10 agosto 1970 (25 anni)    | -     | -    | Dina Mosca   |

### Ucraina
Allenatore:  Hennadij Lysenčuk
| N. | Pos. | Giocatore           | Data nascita (età)         | Pres. | Reti | Squadra          |
| -- | ---- | ------------------- | -------------------------- | ----- | ---- | ---------------- |
| 1  | P    | Oleh Zozulja        | 5 maggio 1965 (30 anni)    | -     | -    | Zaporižkoks      |
| 2  | L    | Jurij Usakovs'kyj   | 10 ottobre 1968 (27 anni)  | -     | -    | KSM-24 Mosca     |
| 3  | L    | Serhij Usakovs'kyj  | 10 ottobre 1968 (27 anni)  | -     | -    | KSM-24 Mosca     |
| 4  | U    | Oleh Bezuhlyj       | 14 gennaio 1969 (26 anni)  | -     | -    | Lokomotyv Odessa |
| 5  |      | Taras Vonjarcha     | 15 giugno 1971 (24 anni)   | -     | -    | Uralmaš          |
| 6  | D    | Jurij Mirhorods'kyj | 9 gennaio 1971 (24 anni)   | -     | -    | sconosciuta      |
| 7  | D    | Oleh Solodovnik     | 11 dicembre 1966 (29 anni) | -     | -    | Mechanyzator     |
| 8  | L    | Oleksandr Kosenko   | 18 gennaio 1970 (25 anni)  | -     | -    | Lokomotyv Odessa |
| 9  | PV   | Oleksandr Moskaljuk | 9 febbraio 1970 (25 anni)  | -     | -    | Lokomotyv Odessa |
| 10 | L    | Serhij Fedorenko    | 1º luglio 1964 (31 anni)   | -     | -    | sconosciuta      |
| 11 | L    | Ihor Moskvyčov      | 6 novembre 1971 (24 anni)  | -     | -    | Lokomotyv Odessa |
| 12 | P    | Volodymyr Triboj    | 8 agosto 1970 (25 anni)    | -     | -    | sconosciuta      |